# 등태후
등태후(鄧太后, 생몰년 미상)는 중국 오대십국시대 애주(愛州) 청련현(淸蓮縣) 사람으로, 장흥왕의 황후이자 베트남 전 레 왕조의 개국황제인 레호안의 친모이다.
장흥왕으로 추존된 여멱의 아내 등씨(鄧氏)가 갓 임신했을 때, 뱃속에 연꽃이 피는 꿈을 꾸었다. 그걸 꺼내서 다른 사람에게 나눠줬으며 자신만 먹지 않은채로 깼는데 꿈의 의미를 잘 모르겠다고 하였다. 
941년, 등씨는 레호안을 낳았으나 "이 아이가 자라면, 더 이상 녹을 받지 못할 것 같다.(此兒長成，恐吾不及享其祿。)"라고 말한 뒤 얼마 안가 사망하였으며 남편인 여멱도 곧 죽었다. 
980년, 레호안이 즉위하자 친모인 등씨를 황태후로 추존하였다.

## 가족
- 부친: 등씨(鄧氏, 불명)
- 모친: 불명
- 부군: 장흥왕
- 아들: 레호안